# Maroko na Letniej Uniwersjadzie 2007
Maroko na Letniej Uniwersjadzie w Bangkoku reprezentowało 12 zawodników. Marokańczycy zdobyli 3 medale (2 złote, 1 srebrny)

## Medale

### Złoto
- Mohamed Fadil – lekkoatletyka, 10000 metrów
- Mohamed Fadil – lekkoatletyka, półmaraton

### Srebro
- Najim El Gady – lekkoatletyka, półmaraton